# 読売テレビ制作土曜朝のワイドショー
本項では、読売テレビ（ytv）の制作により日本テレビ系列（NNS）で毎週土曜日の朝（JST）に放送されていたワイドショー番組の一覧について記述する。

## 各番組の歴史・概要
在阪テレビ局制作・全国ネットによる土曜朝のワイドショーでは現在最後発として1990年4月7日から放送が開始された（テレビ大阪のみ現在も制作放送経験がない）。在阪テレビ局の毎日放送・朝日放送→朝日放送テレビ・関西テレビでは1960年代ないしは1970年代から土曜朝8・9時台に全国ネット向けのワイドショーを放送しているが、それまで同種の番組を制作していなかった読売テレビが、1990年代になって出遅れる形で参入した。
それまで日本テレビ系列局はクロスネット局が多く、この時間帯に大半の系列局が毎日放送・朝日放送・関西テレビのいずれかが制作するワイドショー番組を放送していたことも理由に挙げられている。一方の日本テレビはこの枠が始まる前は時代劇などの再放送を放送していた。
最初の番組は、脚本家の市川森一を司会に起用した『これが問題!土曜8時』で、トークや時事問題、料理中心の他局とは異なり、他局ではほとんど扱わない政治問題や国際情勢などの報道を"エンターテインメント化"する内容を売りとした。
その後、『ウェークアップ!』→『ウェークアップ!ぷらす』→『ウェークアップ』も『これが問題!～』と同じく報道路線を引き継ぎ、他3局とは一線を画した。
番組は通常は大阪のスタジオからの生放送だが、政治家がゲストの場合、都合で大阪に行けない場合は東京・汐留の日テレ本社スタジオと二元中継を行う。政治家が出演する討論・情報番組は、NHK総合テレビの『日曜討論』、フジテレビの『日曜報道 THE PRIME』があるが、日本テレビ系列ではこの読売テレビのワイドショーがこれに相当し、NNNのニュース映像に使われることもある。また、企画によって全編日テレのスタジオから生放送することもあった（党首討論など）。
2025年4月改編で『ウェークアップ』が終了。終了と同時に『ズームイン!!サタデー』との枠を併せて日曜朝に日本テレビで制作・放送されている『シューイチ』を土曜に編成する形となったため、『これが問題!土曜朝8時』から続いた土曜朝の生番組の制作から撤退する一方で、同年4月から読売テレビ制作の土曜日の生放送としては昼枠に移動し『サタデーLIVE ニュース ジグザグ』を開始する。

## 主な番組
土曜朝
- これが問題!土曜8時（1990年4月7日 - 1990年12月）
- ウェークアップ!（1991年1月12日 - 2005年3月26日）
- ウェークアップ!ぷらす[注 4]（2005年4月2日 - 2021年2月27日）
- ウェークアップ（2021年3月6日 - 2025年3月29日[5]）

土曜昼
- サタデーLIVE ニュース ジグザグ（2025年4月5日 - ）